# XView
XView est un widget conçu par Sun Microsystems en 1988.
Le code source de XView est disponible gratuitement depuis le début des années 1990. XView est réputé pour être le premier système à utiliser les menus contextuels du bouton droit.